# Björn Szerdahelyi
Pour les articles homonymes, voir Szerdahelyi.
Björn Szerdahelyi né le 20 janvier 2002, est un joueur allemand de hockey sur gazon.

## Carrière
Il a été appelé en équipe première pour concourir à la Ligue professionnelle 2021-2022.